# Modifiche dei confini regionali dall'Unità d'Italia
Le regioni italiane sono state ufficialmente istituite quali enti territoriali (e non più solo come semplici aree statistiche) a seguito della promulgazione della costituzione della Repubblica Italiana del 1948, la quale agli articoli 114 e successivi prevedeva l'istituzione, i compiti, il grado di autonomia e le attribuzioni delle regioni. L'implementazione delle giurisdizioni regionali è avvenuta però in modo graduale, a cominciare dalle regioni a statuto speciale; entro il 1970 tutte le regioni italiane erano comunque pienamente operative.
A ogni modo nella lista dei decreti di modifica che seguono sono incluse tutte le grandi variazioni territoriali avvenute in epoca post-unitaria, finanche se antecedenti rispetto all'istituzione dei compartimenti regionali; sono invece esclusi dal novero i temporanei mutamenti di confine avvenuti nel corso della seconda guerra mondiale.

## 1861
- Con il decreto luogotenenziale del 17 febbraio 1861, firmato da Eugenio di Savoia, che conferma quello di Giuseppe Garibaldi del 25 ottobre 1860[3][4], che istituisce la provincia di Benevento, i comuni di Baselice, Campolattaro, Casalduni, Castelpagano, Castelvetere, Cercemaggiore, Circello, Colle, Foiano, Morcone, Pontelandolfo, Reino, San Lupo, Santa Croce di Morcone e Sassinoro passano dalla provincia di Campobasso (Abruzzi e Molise) alla provincia di Benevento (Campania).
- Con il decreto luogotenenziale del 17 febbraio 1861, firmato da Eugenio di Savoia Carignano, che conferma quello di Giuseppe Garibaldi del 25 ottobre 1860[3][4], i comuni di Castellone[5], Cerro, Colli, Filignano, Montaquila, Pizzone, Pozzilli[6], Presenzano, Rocchetta, San Vincenzo[7], Scapoli, Sesto e Venafro passano dalla provincia di Terra di Lavoro (Campania) alla provincia di Campobasso (Abruzzi e Molise).
- Con l'Unità d'Italia diventa effettivo il passaggio, deciso dal decreto Minghetti del 22 dicembre 1860, dei comuni di Costacciaro, Gubbio, Pascelupo[8] e Scheggia[9] dalla provincia di Macerata (Marche) alla provincia di Perugia (Umbria).
- Con l'Unità d'Italia diventa effettivo il passaggio, deciso dal decreto Minghetti del 22 dicembre 1860, del comune di Visso[10] dalla provincia di Perugia (Umbria) alla provincia di Macerata (Marche).

## 1871
Con il censimento del 1871 la provincia di Massa e Carrara passa dall'Emilia-Romagna alla Toscana.

## 1878
- Con il R.D. 30 maggio 1877, n. 3833, a decorrere dal 1 gennaio 1878, il comune di Isola Sant'Antonio passa dalla provincia di Pavia (Lombardia) alla provincia di Alessandria (Piemonte)[11].
- Con il R.D. 18 luglio 1878, n. 4469, il comune di Presenzano passa dalla provincia di Campobasso (Abruzzi e Molise) alla provincia di Caserta (Campania)[12].

## 1880
Con il R.D. 11 gennaio 1880, n. 5248, il comune di Pareto passa dalla provincia di Genova (Liguria) alla provincia di Alessandria (Piemonte).

## 1920
- Con la legge 26 settembre 1920, n. 1322, nasce la regione Venezia Tridentina, che comprende la provincia di Trento[14].
- Con la legge 19 dicembre 1920, n. 1778, nasce la regione Venezia Giulia, che comprende le province di Gorizia, Trieste, Pola e Zara[15].

## 1923
- Con il R.D. 18 gennaio 1923, n. 18, che sopprime la provincia di Gorizia, i comuni di Aiba, Aidussina, Aiello, Anicova Corada, Aquileia, Auzza, Battaglia della Bansizza, Bergogna, Biglia, Bigliana, Boriano, Brazzano, Brestovizza in Valle, Bretto, Budagne, Cal di Canale, Camigna, Campolongo al Torre, Camporosso in Valcanale, Canale d'Isonzo, Caporetto, Capriva di Cormons, Ceconico, Cernizza Goriziana, Cervignano del Friuli, Chiapovano, Chiopris-Viscone, Circhina, Cobbia, Comeno, Cormons, Corona, Cosbana nel Collio, Creda, Descla, Dol Grande, Dol-Ottelza, Dole, Dolegna nel Collio, Dresenza, Ersel in Monte, Farra d'Isonzo, Fiumicello, Fusine in Valromana, Gabria, Gabrovizza, Gargaro, Godovici, Goiaci, Goriano, Gorizia, Gozze, Gradisca d'Isonzo, Gracova Serravalle, Idresca d'Isonzo, Idria, Idria di Sotto, Ioannis, Ledine, Libussina, Locavizza di Aidussina, Locavizza di Canale, Lose, Lucinico, Luico, Malborghetto, Mariano del Friuli, Medana, Medea, Merna, Monte Sanvito, Monte Urabice, Montenero d'Idria, Montespino, Moraro, Mossa, Muscoli-Strassoldo, Oltresonzia, Opacchiasella, Ossecca-Vittuglia, Ossegliano San Michele, Paniqua, Perteole, Piedimonte del Calvario, Planina, Plezzo, Pliscovizza della Madonna, Podicrai del Piro, Podraga, Pontefella, Prevacina, Ranziano, Rifembergo, Romans, Ronzina, Ruda, Sable Grande, Saga, Sagrado, Salcano, Samaria, Sambasso, San Daniele del Carso, San Floriano del Collio, San Leopoldo Alaglesie, San Lorenzo di Mossa, San Martino-Quisca, San Pietro di Gorizia, San Vito al Torre, San Vito di Vipacco, Sant'Andrea di Gorizia, Santa Croce di Aidussina, Santa Lucia di Tolmino, Santo Spirito della Bansizza, Savogna d'Isonzo, Scherbina, Scodovacca, Scrilla, Sebreglie, Sedula, Sella delle Trincee, Serpenizza, Slappe Zorzi, Sonzia, Sturie delle Fusine, Tapogliano, Tarnova della Selva, Tarvisio, Temenizza, Ternova d'Isonzo, Terzo di Aquileia, Tolmino, Trenta d'Isonzo, Tribussa, Ugovizza Valbruna, Ustie, Verpogliano, Versa, Vertoiba in Campisanti, Vertovino, Villa Vicentina, Ville Montevecchio, Villesse, Vipacco, Visco, Voissizza di Comeno, Volzana, Voschia e Zolla passano dalla provincia di Gorizia (Venezia Giulia) alla provincia di Udine (Venezia Euganea)[16].
- Con il R.D. 21 gennaio 1923, n. 93, i comuni di Colle Santa Lucia, Cortina d'Ampezzo e Livinallongo del Col di Lana passano dalla provincia di Trento (Venezia Tridentina) alla provincia di Belluno (Venezia Euganea)[17].
- Con il R.D. 4 marzo 1923, n. 544, i comuni di Bagno di Romagna, Terra del Sole e Castrocaro, Dovadola, Galeata, Modigliana, Portico e San Benedetto, Premilcuore, Rocca San Casciano, Santa Sofia, Sorbano[18] e Verghereto passano dalla provincia di Firenze (Toscana) alla provincia di Forlì (Emilia-Romagna)[19].
- Con il R.D. 4 marzo 1923, n. 545, i comuni di Ascrea, Aspra Sabina, Belmonte in Sabina, Bocchignano, Cantalupo in Sabina, Casaprota, Castelvecchio, Castelnuovo di Farfa, Collalto Sabino, Colle di Tora, Collegiove, Collevecchio, Colli sul Velino, Concerviano, Configni, Contigliano, Cottanello, Fara in Sabina, Forano, Frasso Sabino, Greccio, Labro, Longone Sabino, Magliano Sabina, Marcetelli, Mompeo, Montasola, Monte San Giovanni in Sabina, Montebuono, Monteleone Sabino, Montenero Sabino, Montopoli di Sabina, Morro Reatino, Nespolo, Orvinio, Paganico Sabino, Poggio Bustone, Poggio Catino, Poggio Mirteto, Poggio Moiano, Poggio Nativo, Poggio San Lorenzo, Pozzaglia Sabina, Rieti, Rivodutri, Rocca Sinibalda, Roccantica, Salisano, Scandriglia, Selci, Stimigliano, Tarano, Toffia, Torri in Sabina, Torricella in Sabina, Turania, Vacone e Varco Sabino[20] passano dalla provincia di Perugia (Umbria) alla provincia di Roma (Lazio)[21].
- Con il R.D. 8 luglio 1923, n. 1726, i comuni di Fascia, Fontanigorda, Gorreto, Rondanina e Rovegno passano dalla provincia di Pavia (Lombardia) alla provincia di Genova (Liguria)[22].
- Con il R.D. 8 luglio 1923, n. 1726, i comuni di Bobbio, Caminata, Cerignale, Corte Brugnatella, Ottone, Romagnese, Ruino, Trebecco, Zavattarello e Zerba passano dalla provincia di Pavia (Lombardia) alla provincia di Piacenza (Emilia-Romagna)[22].
- Con il R.D. 2 settembre 1923, n. 1913, che istituisce la provincia della Spezia, i comuni di Calice al Cornoviglio e Rocchetta di Vara passano dalla provincia di Massa (Toscana) alla provincia della Spezia (Liguria)[23].

## 1924
Con il R.D. 27 gennaio 1924 Fiume è annessa all'Italia e con il R.D. 22 febbraio 1924, n. 213, viene costituita la provincia di Fiume (Venezia Giulia).

## 1925
Con il R.D.L. 15 novembre 1925, n. 2011, il comune di Capraia Isola passa dalla provincia di Genova (Liguria) alla provincia di Livorno (Toscana).

## 1927
- Con il R.D.L. 23 dicembre 1926, n. 2246, a decorrere dal 27 gennaio 1927, i comuni di Romagnese, Ruino, Valverde e Zavattarello passano dalla provincia di Piacenza (Emilia-Romagna) alla provincia di Pavia (Lombardia).
- Con il R.D.L. 2 gennaio 1927, n. 1, che ricostituisce la provincia di Gorizia, i comuni di Aiba, Aidussina, Anicova Corada, Auzza, Battaglia della Bansizza, Bergogna, Biglia, Bigliana, Boriano, Brazzano, Brestovizza in Valle, Bretto, Budagne, Cal di Canale, Camigna, Canale d'Isonzo, Caporetto, Capriva di Cormons, Ceconico, Cernizza Goriziana, Chiapovano, Chiopris-Viscone, Circhina, Cobbia, Comeno, Cormons, Corona, Cosbana nel Collio, Creda, Descla, Dol Grande, Dol-Ottelza, Dole, Dolegna nel Collio, Dresenza, Ersel in Monte, Farra d'Isonzo, Gabria, Gabrovizza, Gargaro, Godovici, Goiaci, Goriano, Gorizia, Gozze, Gradisca d'Isonzo, Gracova Serravalle, Idresca d'Isonzo, Idria, Idria di Sotto, Ledine, Libussina, Locavizza di Aidussina, Locavizza di Canale, Lose, Lucinico, Luico, Mariano del Friuli, Medana, Medea, Merna, Monte Sanvito, Monte Urabice, Montenero d'Idria, Montespino, Moraro, Mossa, Oltresonzia, Opacchiasella, Ossecca-Vittuglia, Ossegliano San Michele, Paniqua, Piedimonte del Calvario, Planina, Plezzo, Pliscovizza della Madonna, Podicrai del Piro, Podraga, Prevacina, Ranziano, Rifembergo, Romans, Ronzina, Sable Grande, Saga, Sagrado, Salcano, Samaria, Sambasso, San Daniele del Carso, San Floriano del Collio, San Lorenzo di Mossa, San Martino-Quisca, San Pietro di Gorizia, San Vito di Vipacco, Sant'Andrea di Gorizia, Santa Croce di Aidussina, Santa Lucia di Tolmino, Santo Spirito della Bansizza, Savogna d'Isonzo, Scherbina, Scrilla, Sebreglie, Sedula, Sella delle Trincee, Serpenizza, Slappe Zorzi, Sonzia, Sturie delle Fusine, Tarnova della Selva, Temenizza, Ternova d'Isonzo, Tolmino, Trenta d'Isonzo, Tribussa, Ustie, Verpogliano, Versa, Vertoiba in Campisanti, Vertovino, Ville Montevecchio, Villesse, Vipacco, Voissizza di Comeno, Volzana, Voschia e Zolla passano dalla provincia di Udine (Venezia Euganea) alla provincia di Gorizia (Venezia Giulia)[25].
- Con il R.D.L. 2 gennaio 1927, n. 1, il comune di Visso passa dalla provincia di Macerata (Marche) alla provincia di Perugia (Umbria)[25].
- Con il R.D.L. 2 gennaio 1927, n. 1, che istituisce la provincia di Frosinone i comuni di Acquafondata, Alvito, Aquino, Arce, Arpino, Atina, Ausonia, Belmonte Castello, Broccostella, Campoli Appennino, Casalattico, Casalvieri, Cassino, Castelliri, Castelnuovo Parano, Castrocielo, Cervaro, Colfelice, Colle San Magno, Coreno Ausonio, Esperia, Fontana Liri, Fontechiari, Gallinaro, Isola del Liri, Pastena, Pescosolido, Picinisco, Pico, Piedimonte San Germano, Pignataro Interamna, Pontecorvo, Posta Fibreno, Rocca d'Arce, Roccasecca, San Biagio Saracinisco, San Donato Val di Comino, San Giorgio a Liri, San Giovanni Incarico, San Vittore, Sant'Ambrogio sul Garigliano, Sant'Andrea del Garigliano, Sant'Apollinare, Sant'Elia Fiumerapido, Santopadre, Settefrati, Sora, Terelle, Vallemaio, Vallerotonda, Vicalvi, Villa Latina, Villa Santa Lucia e Viticuso passano dalla provincia di Caserta (Campania) alla provincia di Frosinone (Lazio)[25].
- Con il R.D.L. 2 gennaio 1927, n. 1, i comuni di Campodimele[26], Castelforte[26], Castellonorato[27], Elena[28], Fondi[26], Formia[26], Gaeta[26], Itri,[26] Lenola[26], Maranola[27], Minturno[26], Monte San Biagio[26], Sperlonga[26], Santi Cosma e Damiano[26] e Spigno Saturnia[26] passano dalla provincia di Caserta (Campania) alla provincia di Roma (Lazio), mentre i comuni di Ponza e Ventotene passano dalla provincia di Caserta (Campania) alla provincia di Napoli (Campania)[25].
- Con il R.D.L. 2 gennaio 1927, n. 1, che istituisce la provincia di Rieti i 17 comuni di Accumoli, Amatrice, Antrodoco, Borbona, Borgocollefegato, Borgo Velino, Cantalice, Castel Sant'Angelo, Cittaducale, Cittareale, Fiamignano, Leonessa, Lugnano di Villa Troiana[29], Micigliano, Pescorocchiano, Petrella Salto e Posta, già facenti del Circondario di Cittaducale, passano dalla provincia di Aquila degli Abruzzi (Abruzzi e Molise) alla provincia di Rieti (Lazio)[25].
- Con il R.D.L. 2 gennaio 1927, n. 1, i comuni di Capriati a Volturno, Cercemaggiore, Ciorlano, Fontegreca, Gallo, Letino, Prata Sannita e Pratella passano dalla provincia di Benevento (Campania) alla provincia di Campobasso (Abruzzi e Molise)[25][30].
- Con il R.D.L. 31 marzo 1927, n. 468, i comuni di Monterchi e Monte Santa Maria Tiberina passano dalla provincia di Arezzo (Toscana) alla provincia di Perugia (Umbria).
- Con il R.D.L. 14 luglio 1927, n. 1301, i comuni di Accadia e Orsara di Puglia passano dalla provincia di Avellino (Campania) alla provincia di Foggia (Puglia).

## 1929
- Con la legge 2 luglio 1929, n. 1111, i comuni di Casotto[31] e Pedemonte passano dalla provincia di Trento (Venezia Tridentina) alla provincia di Vicenza (Veneto).
- Con il R.D.L. 24 gennaio 1929, n. 106, il comune di Visso passa dalla provincia di Perugia (Umbria) alla provincia di Macerata (Marche)[32].
- Con il R.D.L. 24 gennaio 1929, n. 106, i comuni di Anzano degli Irpini e Monteleone di Puglia passano dalla provincia di Avellino (Campania) alla provincia di Foggia (Puglia)[32].

## 1934
- Con il R.D.L. 4 ottobre 1934, n. 1682, che istituisce, a decorrere dal 18 dicembre 1934, la provincia di Littoria, i comuni di Ponza e Ventotene passano dalla provincia di Napoli (Campania) alla provincia di Littoria (Lazio).
- Con il R.D. 15 marzo 1934, n. 586, il comune di Turano[33] passa dalla provincia di Trento (Venezia Tridentina) alla provincia di Brescia (Lombardia).

## 1935
Con il R.D.L. 27 giugno 1935, n. 1373, i comuni di Ponza e Ventotene passano dalla provincia di Littoria (Lazio) alla provincia di Napoli (Campania).

## 1936
Con il R.D.L. 14 giugno 1936, n. 1297, nasce il comune di Abetone, in provincia di Pistoia (Toscana), per distacco dai comuni di Cutigliano, in provincia di Pistoia (Toscana), e Fiumalbo, in provincia di Modena (Emilia-Romagna).

## 1937
Con il R.D.L. 22 aprile 1937, n. 658, i comuni di Ponza e Ventotene passano dalla provincia di Napoli (Campania) alla provincia di Littoria (Lazio).

## 1939
- Con la legge 3 gennaio 1939, n. 56, il comune di Monterchi passa dalla provincia di Perugia (Umbria) alla provincia di Arezzo (Toscana).
- Con la legge 3 gennaio 1939, n. 57, il comune di Rocchetta Sant'Antonio passa dalla provincia di Avellino (Campania) alla provincia di Foggia (Puglia).

## 1945
- Con il D.L.L. 11 giugno 1945, n. 373, i comuni di Capriati a Volturno, Ciorlano, Fontegreca, Gallo, Letino, Prata Sannita e Pratella passano dalla provincia di Campobasso (Abruzzi e Molise) alla provincia di Caserta (Campania)[30].
- Con il D.L.L. 7 settembre 1945, n. 545, i 113 comuni canavesani della provincia di Aosta, già parte del circondario di Ivrea, passano dalla provincia di Aosta alla provincia di Torino e la provincia di Aosta, con i 74 comuni restanti, forma la regione Valle d'Aosta per distacco dal Piemonte.

## 1947
- In seguito al trattato di Parigi, con cui il capoluogo comunale Briga Marittima viene ceduto alla Francia, le frazioni di Realdo e Verdeggia, in provincia di Cuneo (Piemonte), vengono aggregate al comune di Triora, in provincia di Imperia (Liguria).
- Sempre in seguito al trattato di Parigi la regione Venezia Giulia e le province di Trieste, Pola, Fiume e Zara vengono soppresse e nasce la regione Friuli-Venezia Giulia, che comprende la provincia di Udine, già parte della Venezia Euganea, che contestualmente cambia nome in Veneto, e la provincia di Gorizia, già parte della Venezia Giulia. I comuni che formano la nuova regione sono 211.

## 1954
In seguito al Memorandum di Londra, con cui la zona A del Territorio Libero di Trieste passa in amministrazione all'Italia, viene ricostituita la provincia di Trieste (Friuli-Venezia Giulia), che comprende i comuni di Duino-Aurisina, Monrupino, Muggia, San Dorligo della Valle, Sgonico e Trieste.

## 1963
Con la legge costituzionale 27 dicembre 1963, n. 3, i 136 comuni della provincia di Campobasso formano la regione Molise per distacco dagli Abruzzi e Molise, che contestualmente cambiano nome in Abruzzi.

## 2009
Con la legge 3 agosto 2009, n. 117, i comuni di Casteldelci, Maiolo, Novafeltria, Pennabilli, San Leo, Sant'Agata Feltria e Talamello passano dalla provincia di Pesaro e Urbino (Marche) alla provincia di Rimini (Emilia-Romagna).

## 2017
Con la legge 5 dicembre 2017, n. 182, il comune di Sappada passa dalla provincia di Belluno (Veneto) alla provincia di Udine (Friuli-Venezia Giulia).

## 2021
Con la legge 28 maggio 2021, n. 84, i comuni di Montecopiolo e Sassofeltrio passano dalla provincia di Pesaro e Urbino (Marche) alla provincia di Rimini (Emilia-Romagna).